# Congo-Afrique
Congo-Afrique est une revue mensuelle congolaise de recherches et analyses dans les domaines économique politique et socio-culturel de la République démocratique du Congo. Fondée par des pères jésuites en 1961 elle est la seule revue scientifique mensuelle du Congo ayant paru sans discontinuité depuis sa fondation.

## Histoire
En janvier 1961 – six mois après l’indépendance du pays – un groupe de jésuites travaillant au Congo lance une revue qui s’appelle au départ : Documents pour l’action. Elle a pour but de contribuer à la formation humaine et chrétienne des laïcs.  Les graves problèmes auxquels fait face le pays après son indépendance y sont abordés. La revue informe les laïcs tout en les incitant à s’engager activement dans la vie sociale, économique et politique du pays à construire. Robert Roelandt, premier directeur de la publication, invite les lecteurs à communiquer « avis, suggestions et problèmes » afin de permettre échanges et réflexion pour le bien de l’Église catholique et du Congo. 

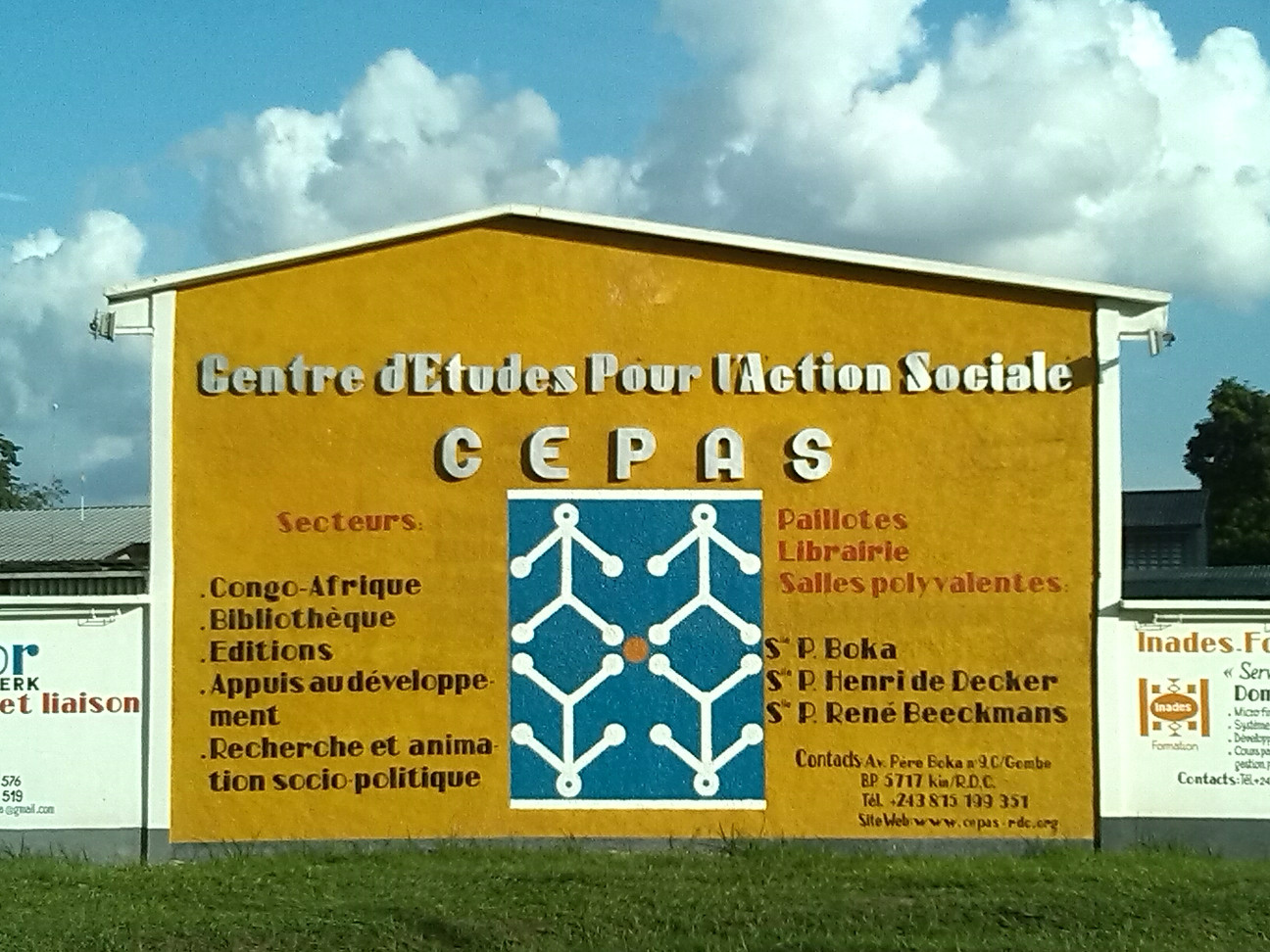
L'entrée du CEPAS, à la rue Père Boka, Kinshasa

À partir de janvier 1965 la revue est publiée sous la responsabilité d’un institut nouvellement créé à Kinshasa, le Centre d’Études Pour l’Action Sociale (CEPAS). Elle change de nom : les Documents pour l’Action deviennent la revue Congo-Afrique. Le CEPAS précise qu’il n’est lié à aucun groupe d’intérêts privés ni à aucun courant politique. Le seul but visé par la revue est de contribuer au progrès et au développement du Congo et de l’Afrique.
Suivant le mouvement de zaïrianisation et le « retour à l’authenticité africaine » voulu par le président Désiré Mobutu en 1971, la revue est rebaptisée, à l’image du pays, Zaïre-Afrique en 1971. 
Après la chute du président Mobutu en 1997 et le Zaïre redevenant la République démocratique du Congo, la revue s’adapte à nouveau et reprend en 1998 son ancien titre de Congo-Afrique. Le sous titre : Économie–Politique–Vie Sociale–Culture indique les domaines où elle souhaite apporter sa contribution. 
Comme membre du CEPAS, le jésuite belge René Beeckmans a consacré presque toute sa vie active à la revue y collaborant durant 43 ans comme éditeur et rédacteur en chef. Le rédacteur en chef est aujourd'hui le jésuite congolais Alain Nzadi-a-Nzadi. Il est secondé par le jésuite Germain Kambale Makwera. Le conseil de rédaction est composé d'un groupe d'intellectuels de renom, jésuites et laïcs.